# 克丽丝廷·杜鲁门
克丽丝廷·克拉拉·杜鲁门（英語：Christine Clara Truman，1941年1月16日—），生于英格兰勞頓，英国前女子网球运动员。 她曾获得法网（1959年 / 業餘身份，和玛丽亚·布埃诺搭档）女单冠军和澳網（1960年 / 業餘身份）女双冠军。